# Heiko Seelig
Heiko Seelig es un deportista alemán que compitió en vela en la clase 470. Ganó una medalla de plata en el Campeonato Europeo de 470 de 2009.

## Palmarés internacional
| \| Campeonato Europeo \| Campeonato Europeo \| Campeonato Europeo \| Campeonato Europeo \| \| Año \| Lugar \| Medalla \| Clase \| \| ------------------ \| ------------------ \| ------------------ \| ------------------ \| \| 2009 \| Traunsee (Austria) \| Medalla de plata \| 470 \| |                    |                  |       |
| Campeonato Europeo |                    |                  |       |
| Año | Lugar              | Medalla          | Clase |
| 2009 | Traunsee (Austria) | Medalla de plata | 470   |